# CD Alianza Petrolera
A Corporacion Deportiva Alianza Petrolera egy kolumbiai labdarúgócsapat, melynek székhelye Barrancabermeja városában található. Jelenleg az első osztályban szerepel. 1991-ben alapították, hazai mérkőzéseit az Estadio Álvaro Gómez Hurtadoban játssza. Színei: sárga-fekete.

## Sikerlista
- Másodosztály bajnoka (1): 2012